# Сонячне затемнення 15 лютого 1961 року
Сонячне затемнення 15 лютого 1961 року — повне сонячне затемнення, яке відбулося в спадному вузлі орбіти Місяця в середу, 15 лютого 1961 року, і мало величину 1,036. Затемнення відбувалось приблизно через 21 годину після проходження Місяцем перигею (14 лютого 1961 року, об 11:30 UTC), тому видимий діаметр Місяця був більшим за видимий діаметр Сонця, що й дозволило затемненню бути повним.
Повне затемнення було видно з Франції, Монако, Італії, Сан-Марино, Югославії (з територій, які зараз належать Хорватії, Боснії та Герцеговині, Чорногорії, Північній Македонії, Сербії та Косово), Албанії, Болгарії включно зі столицею Софією, Румунії включно зі столицею Бухарестом, і Радянського Союзу (з територій, які зараз належать Україні, Росії та Казахстану). Максимальне затемнення було зафіксовано поблизу Новочеркаська (Росія). Часткове затемнення було видно в частині Європи, Північної Африки, Північно-Східної Африки, Західної Азії, Центральної Азії та Південної Азії.

## Спостереження
Команда з Техаського університету спостерігала повне затемнення в Пізі, Італія, в основному вивчаючи сонячне випромінювання з довжиною хвилі менше 1 сантиметра. У той час коронографи вже дозволяли спостереження корони у видимому діапазоні, тому її можна було спостерігати в будь-який час, а не лише під час повних сонячних затемнень, але приладів, які б дозволяли спостерігати корону в діапазоні міліметрових хвиль, все ще бракувало. Тому такі спостереження все ще необхідно було проводити під час повного сонячного затемнення. Обсерваторія Арчетрі у Флоренції, Італія, також проводила спостереження затемнення.

## У масовій культурі

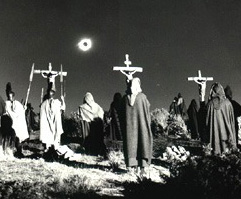
Сцена для фільму «Варава» (1961), в якому затемнення було використано для відтворення темрява розп'яття

Сцена розп'яття у фільмі «Варава» 1961 року була знята під час цього затемнення.

## Деталі затемнення
Нижче наведено дві таблиці з деталями про це конкретне сонячне затемнення. У першій таблиці вказано час, коли півтінь або тінь Місяця досягає певного параметра, а друга таблиця описує різні інші параметри, що стосуються цього затемнення.
| Подія                              | Час (UTC)                       |
| ---------------------------------- | ------------------------------- |
| Перший зовнішній контакт півтіні   | 1961 15 лютого о 06:09:22.0 UTC |
| Перший зовнішній контакт тіні      | 1961 15 лютого о 07:29:58.3 UTC |
| Перша центральна лінія             | 1961 15 лютого о 07:31:35.6 UTC |
| Перший внутрішній контакт тіні     | 1961 15 лютого о 07:33:15.5 UTC |
| Екліптичне з'єднання               | 1961 15 лютого о 08:10:53.4 UTC |
| Найбільша тривалість               | 1961 15 лютого о 08:18:50.8 UTC |
| Найбільше затемнення               | 1961 15 лютого о 08:19:48.3 UTC |
| Екваторіальне сполучення           | 1961 15 лютого о 08:43:06.4 UTC |
| Останній внутрішній контакт тіні   | 1961 15 лютого о 09:06:05.1 UTC |
| Остання центральна лінія           | 1961 15 лютого о 09:07:44.1 UTC |
| Останній зовнішній контакт тіні    | 1961 15 лютого о 09:09:20.5 UTC |
| Останній зовнішній контакт півтіні | 1961 15 лютого о 10:30:05.6 UTC |

| Параметр                                      | Значення            |
| --------------------------------------------- | ------------------- |
| Величина затемнення                           | 1,03604             |
| Затінення затемнення                          | 1,07339             |
| Гамма                                         | 0,88302             |
| Пряме сходження Сонця                         | 21 год 54 хв 38,6 с |
| Схилення Сонця                                | -12°42'31,9"        |
| Видимий радіус Сонця                          | 16'11,4"            |
| Екваторіальний горизонтальний паралакс Сонця  | 08,9"               |
| Пряме сходження Місяця                        | 21 год 53 хв 44,3 с |
| Схилення Місяця                               | -11°50'22,7"        |
| Видимий радіус Місяця                         | 16'38,8"            |
| Екваторіальний горизонтальний паралакс Місяця | 1°01'05,5"          |
| ΔT                                            | 33,6 с              |

| 15 лютого Спадний вузол (молодий місяць)    | 2 березня Висхідний вузол (повний місяць)      |
| ------------------------------------------- | ---------------------------------------------- |
|                                             |                                                |
| Повне сонячне затемнення Сонячний Сарос 120 | Часткове місячне затемнення Місячний Сарос 132 |